# سيسيل مورغان
سيسيل مورغان (بالإنجليزية: Cecil Morgan)‏ هو قاضي ومحامي وسياسي أمريكي، ولد في 20 أغسطس 1898 في نيويورك في الولايات المتحدة، وتوفي في 15 يونيو 1999 في نيو أورلينز في الولايات المتحدة. حزبياً، نشط في الحزب الديمقراطي. وقد انتخب عضو مجلس ولاية لويزيانا وانتخب عضو مجلس نواب لويزيانا.